# Bandes de Bollinger
 (août 2020).
Si vous disposez d'ouvrages ou d'articles de référence ou si vous connaissez des sites web de qualité traitant du thème abordé ici, merci de compléter l'article en donnant les références utiles à sa vérifiabilité et en les liant à la section « Notes et références ».
Pour les articles homonymes, voir Bollinger.

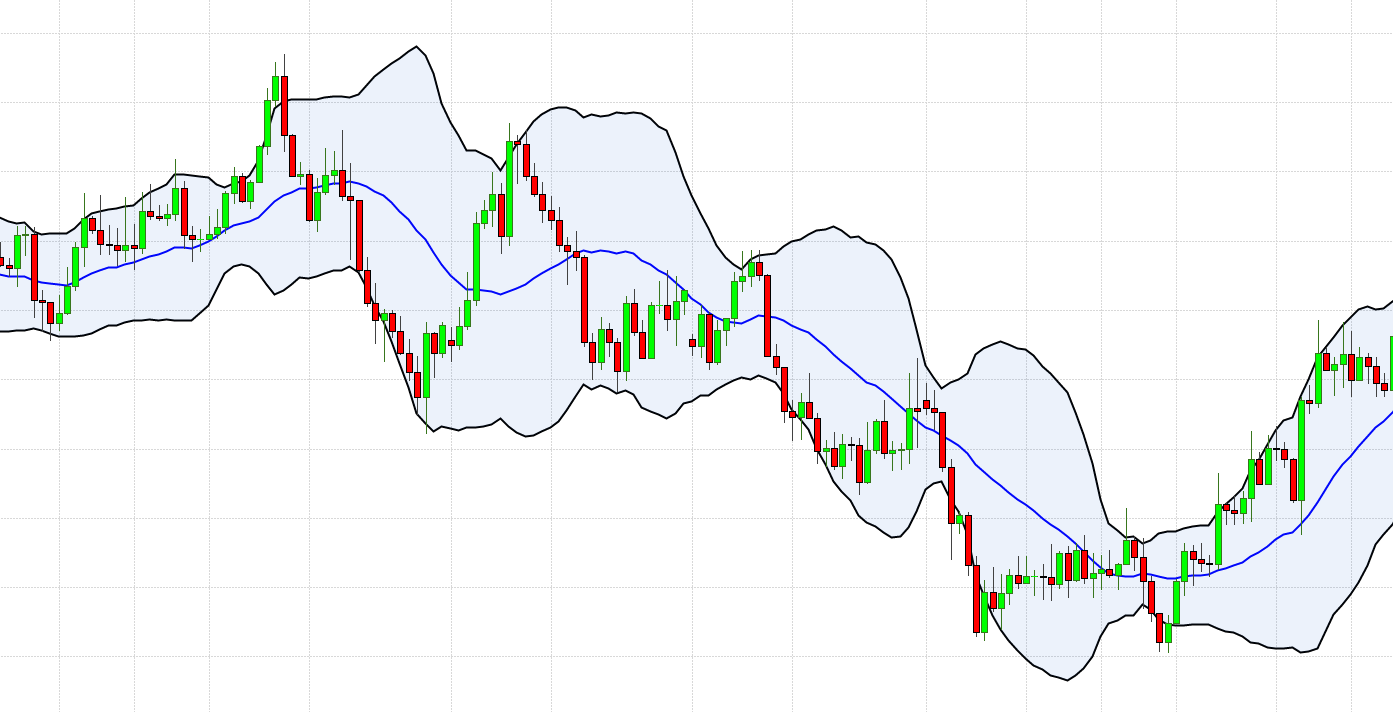
Exemple de bandes de Bollinger avec deux fois l'écart type et une moyenne calculée sur une période de 20.

Les bandes de Bollinger sont un outil d'analyse économique développé par John Bollinger. Elles sont utilisées en finance de marché pour des analyses techniques et permettent d'évaluer la volatilité et l'évolution probable de prix ou d'indices.

## Représentation
Les bandes de Bollinger sont constituées de trois courbes, une courbe calculant la moyenne mobile des données sur N périodes, et deux autres courbes de part et d'autre de la moyenne mobile, situées dans leur version initiale chacune à une distance de deux fois l'écart-type sur les N périodes sur lesquelles on a calculé la moyenne mobile.
Initialement, N correspondait à une durée de 20 jours mais on peut calculer les bandes sur d'autres durées. La distance des bandes peut aussi être modifiée (par exemple 1,5 ou 3 fois l'écart-type). Avec un paramètre de 2, si l'on admet l'hypothèse de la loi normale pour les valeurs, alors 95 % des valeurs observées se trouvent statistiquement situées entre les deux bandes extrêmes.

## Interprétation
La largeur de la bande est une indication directe de la volatilité sur l'actif considéré. Théoriquement, il y a plus de 95 % de chance que l'évolution de la valeur s'établisse dans le cadre des bandes réglées avec une distance de deux écarts-types. Une volatilité faible est suivie d'une volatilité forte et inversement une volatilité forte est suivie d'une volatilité faible. De ce fait lorsque l'écartement des bandes de Bollinger est faible, il est suivi d'un écartement fort donc d'une forte volatilité des cours. Ceux-ci partent alors à la hausse comme à la baisse avec une pente variable.

### Tendance haussière ou baissière

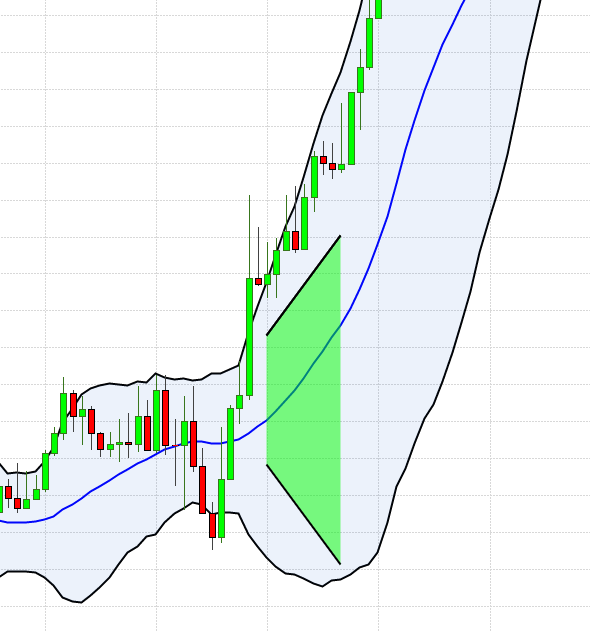
Ouverture des bandes au démarrage d'une tendance soutenue qui dépasse temporairement la bande supérieure (la zone extérieure correspond aux 5 % des valeurs observées). La volatilité augmente et les bandes suivent l'évolution de la moyenne mobile.

Lorsqu'une forte tendance s'amorce, les bandes vont s'écarter pour indiquer un changement de régime après une phase neutre ou d'intensité moindre. Les bandes vont alors suivre la pente donnée par leur moyenne mobile. Lors de l'essoufflement de la tendance avec des changements de prix moins importants, les bandes vont se resserrer.

### Tendance neutre

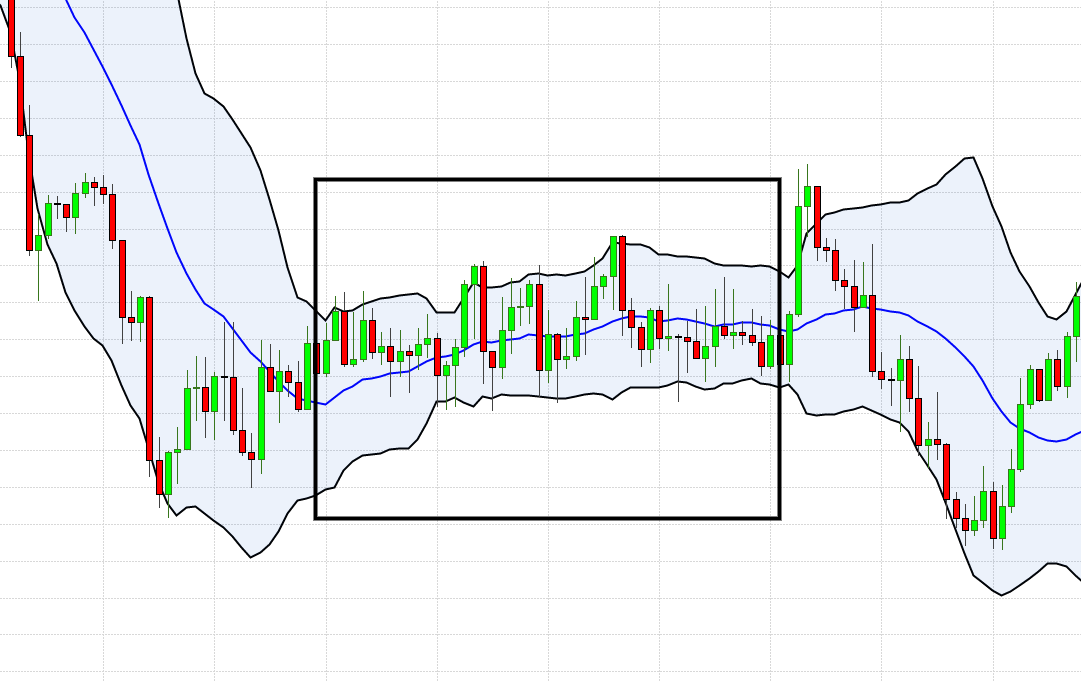
Bandes de Bollinger parallèles et plates indiquant une période de "range" avec un cours oscillant entre deux bornes. La volatilité est faible, le marché consolide et s'avère encore indécis

Lors d'une tendance neutre, les prix évoluent latéralement sans direction soutenue. La pente de la moyenne mobile est faible voire horizontale et les bandes s'expriment sous la forme d'un canal. La largeur du canal dépend de la volatilité lors de cette séquence.
Plus l'amplitude de l'écartement des bandes de Bollinger est resserrée dans le canal représentant la tendance faible, plus le potentiel de hausse ou de baisse à la sortie du canal est important.

### Interaction avec les limites extérieures des bandes
Selon la configuration du marché, un prix au contact d'une bande inférieure (supérieure) peut être le signe d'un retournement qui ira chercher la bande supérieure (inférieure). Il faut toutefois bien considérer l'ensemble des indications données par le marché. Lorsqu'un actif connaît une forte impulsion haussière ou baissière, il n'est pas rare que les cours dépassent les bornes des bandes.
Les cours ayant atteint voire dépassé les limites des bandes peuvent suivre plusieurs scénarios : 
- rebond avec une correction en direction de la moyenne mobile pouvant aller jusqu'à la bande opposée et même la dépasser
- continuation de la tendance amorcée avec une évolution proche de la frontière de la bande : plus les prix évoluent près de la frontière des bandes, plus la tendance est soutenue
- retour à l'équilibre avec une baisse de la volatilité et le début d'une situation neutre

Les tradeurs ou investisseurs qui souhaitent faire des aller-retour sur une valeur, peuvent utiliser les bandes de Bollinger lorsqu'elles forment un canal d'amplitude suffisante. Ils suivent la tendance, haussière ou baissière, à la sortie du canal, jusqu'à ce que cette tendance s'affaiblisse et que les bandes reforment de nouveau un canal. Une autre approche consiste à attendre d'être dans une situation neutre et d'acheter (vendre) sur la borne inférieure (supérieure) des bandes.
Comme toujours en analyse technique, l'information donnée par un outil doit être considérée selon un point de vue statistique, sans garantie absolue et en complément d'autres informations. John Bollinger lui-même indique qu'il ne faut pas avoir une attente trop élevée autour de cet outil et qu'il s'inscrit dans une approche plus globale.

## Limitations
Les bandes de Bollinger mesurent uniquement l'intensité de la volatilité et la direction empruntée par la moyenne, elles n'indiquent pas combien de temps la situation observée va durer.
La pertinence des bandes de Bollinger est limitée par l'absence de pondération selon les volumes correspondants, accordant donc une signification statistique égale à des transactions conclues à des prix atypiques, pour de très faibles volumes, comparativement à la signification qu'il convient d'accorder aux larges consensus représentant de forts volumes.  Le développement de bandes parfaitement pondérées pour les volumes soulève bon nombre de défis d'ordre pratique.
Les bandes modélisent une distribution normale en utilisant les N derniers prix mesurés : cette distribution reste une approximation et les prix sur le marché peuvent être modélisés selon une distribution log-normale (qui n'est pas symétrique). D'autres approches privilégient l'utilisation des motifs similaires dans le passé pour calculer les bandes.

## Variantes
John Bollinger a introduit de nouveaux indicateurs qui découlent des bandes.
%b indique la position du prix en fonction des bandes. Une valeur de 1 correspond à la bande du haut, 0 à la bande du bas et 0,5 à la moyenne mobile centrale. Il s'agit d'une simple interpolation linéaire et la valeur peut être négative ou supérieure à 1 si les prix dépassent les bandes.
%b = (prix − bande basse) / (bande haute − bande basse)
La largeur de bande est une normalisation de la volatilité. Une volatilité élevée produira une largeur élevée. Cet indicateur permet de détecter les phases où le marché entre dans une période d'incertitude avec une volatilité basse, avant de reprendre une tendance avec des bandes qui s'écartent, ce qui de facto augmente la volatilité de l'actif considéré et la largeur des bandes.
largeur = (bande haute − bande basse) / moyenne

## Utilisation en dehors de la finance
Dans le document Novel method for patterned fabric inspection using Bollinger bands publié en 2006, Henry Ngan et Grantham Pang présentent une méthode basée sur les bandes de Bollinger pour détecter des anomalies dans la réalisation de tissus avec des motifs (trous, déchirures, points manqués, etc). L'analyse se fait à partir d'images numérisées et s'appuie sur le fait qu'un tissu régulier va statistiquement générer des bandes de Bollinger périodiques avec des oscillations régulières. Une anomalie dans cette périodicité permet de détecter au travers d'un modèle statistique les défauts de fabrication avec un excellent taux de réussite de l'ordre de 98 %.
L'International Civil Aviation Organization utilise les bandes de Bollinger sur les taux d'accidents afin d'évaluer l'efficacité des mesures de sécurité, la position en fonction de la largeur des bandes (%b) est également utilisée dans cette analyse.

## Description mathématique

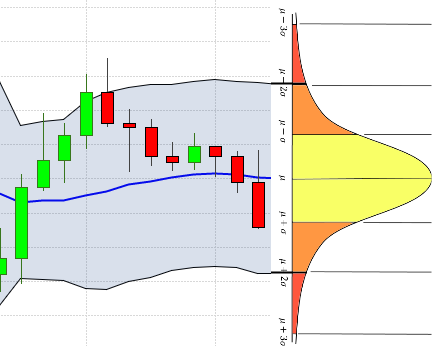
Vue mathématique des bandes de Bollinger avec la moyenne mobile alignée sur une gaussienne. La frontière des bandes correspond à 2 fois l'écart-type, soit 95 % des événements observés selon une distribution normale.

Soit {\displaystyle x} une série représentant les prix (en général à la clôture).
On calcule la moyenne mobile (simple) à un instant donné sur les {\displaystyle n} dernières valeurs : 
{\displaystyle \mu ={\frac {1}{n}}\sum _{i=1}^{n}x_{i}}
Suivi de l'écart-type:
{\displaystyle \sigma ={\sqrt {{\frac {1}{n}}\sum _{i=1}^{n}(x_{i}-\mu )^{2}}}}
Les trois composantes de l'outil sont : 
- bande supérieure : {\displaystyle \mu +\delta \sigma }
- bande centrale (moyenne mobile) : {\displaystyle \mu }
- bande inférieure : {\displaystyle \mu -\delta \sigma }

Le paramètre {\displaystyle \delta } est historiquement égal à 2 mais comme décrit précédemment, peut être adapté selon l'analyse effectuée.

### Vidéographie
- (en) [vidéo] « Interview de John Bollinger au sujet de son indicateur », sur YouTube
- (en) [vidéo] « Webinaire de John Bollinger sur son indicateur et les chandeliers japonais  », sur YouTube